# 福島電視台
福島電視放送株式會社（日语：／ Fukushima Terebi */?），通稱福島電視台（日語：福島テレビ）、福視（日語：福テレ），簡稱FTV，是以日本福島縣為播出地區的電視台，總部設在福島市，1963年4月1日開播，是富士電視台聯播網（FNN·FNS）成員，呼號為JOPX-DTV，遙控器號碼是8頻道。福島電視台是民營電視台，但最大股東福島縣廳持有半數股權。

## 資本構成
下表列出2015年3月31日時福島電視台的主要股東:260：
| 資本金         | 發行股份總數 | 股東數 |
| -------------- | ------------ | ------ |
| 3億5,000萬日元 | 700,000股    | 6      |

| 股東         | 持股數    | 比例  |
| ------------ | --------- | ----- |
| 福島縣廳     | 350,000股 | 50.0% |
| 富士媒體控股 | 233,100股 | 33.3% |
| 福島民報社   | 077,000股 | 11.0% |
| 東邦銀行     | 025,900股 | 03.7% |
| 福島銀行     | 007,000股 | 01.0% |
| 大東銀行     | 007,000股 | 01.0% |

## 歷史

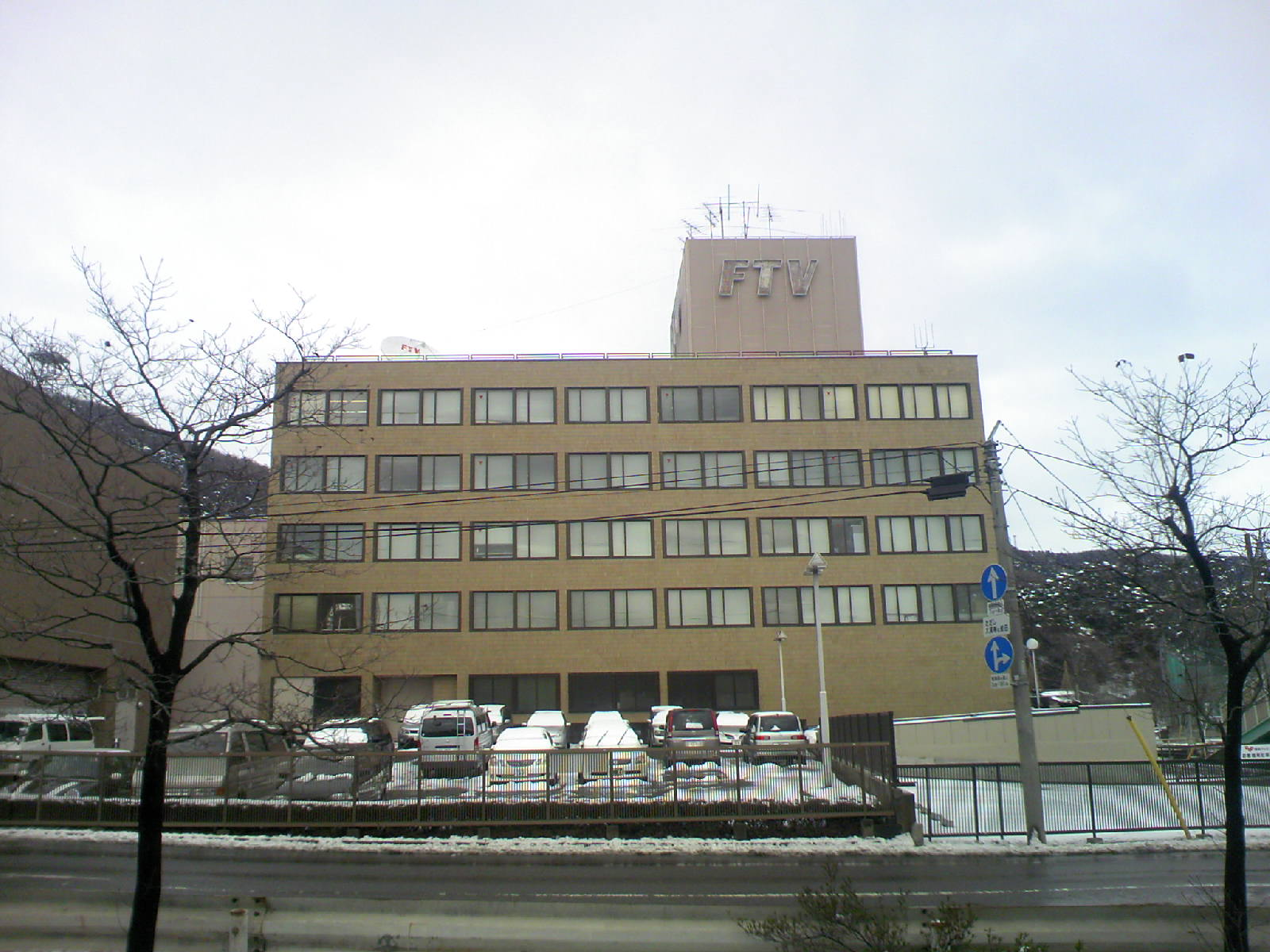
FTV放送會館

1950年代中期，日本各地掀起申請設立民營電視台的熱潮，福島縣亦有三家公司申請獲得電視播出執照:24。當時郵政省多會在業者提出申請後勸說這些業者整合為一家申請，但福島縣的三家業者互不相讓，以至於發生當時日本唯一電視執照失效的情況:24。1960年福島縣各業者再次申請電視執照時，福島縣知事佐藤善一郎出面協調，一度使五家申請業者同意整合，但最後因人事對立而再次導致籌備執照失效:24。福島縣廳及福島縣議會認為事態已難以靠民間力量自主解決，提出縣廳成為主要出資人的方案，獲得各民間公司同意:25。1962年5月福島電視台獲得籌備執照，同年6月正式設立:25。
1963年4月1日，福島電視台開播:25，覆蓋了福島縣70%的地區:50。在開播初期，福島電視台並未加入特定聯播網，因此得以播出四家核心局（日本電視台、TBS、富士電視台、NET電視台）的人氣節目:26；因此，《週刊文春》曾稱，福島電視台的節目表是「日本最豪華的節目表」:40。1964年4月時，福島電視台的全日節目中，24.1%是TBS節目、31.2%是日本電視台節目、12.3%是富士電視台節目、9.4%是NET電視台節目、13.8%是自製節目、9.2%來自其他電視台；黃金時段節目中，51.2%是TBS節目、34%是日本電視台節目、5%是富士電視台節目、4.7%是NET電視台節目、0.9%是自製節目、4.3%是其他電視台節目:40。在開播之初，福島電視台平均每天播出10小時10分的節目:40；開播3個月後，這一時間已增加到13小時46分:40。為適應經營規模的快速擴大，1965年9月，福島電視台總部進行擴建，新建了第三層:26。
1966年，福島電視台開始播出彩色電視節目:27。為應對彩色化的設備需求，1970年4月1日，福島電視台開始修建第二代總部，並在翌年2月12日竣工。這座建築名為FTV放送會館，總樓面面積5,026平方公尺，地下1層、地上5層，設有彩色攝影棚:27。隨著新總部的完成，福島電視台在1971年實現自製節目彩色化。1971年1月，福島電視台播出的節目中80.5%是彩色節目，黃金時段節目中有99.5%是彩色節目:27。
1970年福島中央電視台開播之後，福島電視台開始主要播出TBS和日本電視台的節目:27-28。在和福島中央電視台開播同時，福島電視台實現全天播出:41。然而由於福島中央電視台在開播之後迅速出現日本電視台和富士電視台交換股權的舉動，1971年10月，福島電視台成為TBS系聯播網和富士電視台系聯播網的跨網台，日本電視台則退出福島電視台經營:28。1972年度，福島電視台的營業額達24.78億日元，稅後利益達1.89億日元:28。
1982年，郵政省修正頻道計劃，意味著福島縣即將開設第四家民營電視台:29。由於福島縣第三家民營電視台福島放送加入朝日電視台系列聯播網ANN，因此第四家民營電視台必然是TBS系列聯播網JNN成員:30。1982年11月，TBS對福島電視台表示，福島縣第四家民營電視台開播後（當時預計於1983年10月開播），TBS製作的節目將不再在福島電視台播出:30。1983年3月底，福島電視台退出JNN，並逐漸停止播出TBS的節目，完全成為富士電視台系列聯播網的成員:30。
福島電視台在1981年開始播出立體聲節目:31。1983年至1986年，受到新台開播導致競爭激化的影響，福島電視台一度陷入業績低迷:73。但1987年後，福島電視台的業績開始回复:74。1980年代中後期，福島電視台還開始經營住宅展示場，開拓電視以外收入:75-76。1985年，福島電視台開始實施週休二日:63。憑藉核心局富士電視台在1980年代的高收視率，福島電視台在1988年首次獲得收視率三冠王:102。在開播30週年的1992年，福島電視台製作了紀念電視劇《秋之驛》（秋の駅），以JR東日本會津柳津站為舞台，在福島縣獲得25.6%的高收視率，並在日本全國播出:117。
2006年6月1日，福島電視台開始播出數位電視訊號。受到東日本大震災的影響，岩手、宮城、福島三縣的類比電視停播時期比日本其他地區要晚，福島電視台也在2012年3月31日停止播出類比電視訊號。2016年，福島電視台耗資35億日元，開始修建新總部，這座建築是免震構造，地上有6層，總樓面面積6,218平方公尺，一層大廳部分是對民眾開放的廣場。新總部的施工由竹中工務店負責，在2018年6月竣工。2019年4月1日，福島電視台開始自新總部播出節目。

## 節目
福島電視台初期的新聞節目安排反映了其資本構成，在每週一、三、五播出《福島民報新聞》；每週二、四、六播出《福島民友新聞》；週日播出《FTV新聞》:43。當時福島電視台在18時和23時各播出5分新聞:43。1965年4月開始，福島電視台將傍晚和夜間的地方新聞延長至10分:43。1973年，福島電視台開始在每週一至週五18時播出帶狀自製地方新聞節目《FTV電視港》:44-45。現在福島電視台在週一至週五傍晚播出的帶狀地方新聞節目是《電視港Plus》，自2018年開始播出。
福島電視台製作的第一個資訊節目是1966年開始播出的《您好！這裡是FTV》:28。1981年，福島電視台開始在週六上午播出自製資訊節目《週六福島》:104-105。該節目在2019年隨著福島電視台遷入新總部而啟用了新商標，是播出至今的長壽節目。
福島電視台聯播的全國新聞節目也反映了其加盟聯播網的變化。開播初期，福島電視台在早晨和晚間播出日本電視台的新聞，午間播出富士電視台的新聞:42-43。1971年6月加入JNN後，福島電視台在早晨、午間、傍晚均改播TBS電視台的新聞:43。1983年後，福島電視台只聯播富士電視台的新聞節目:43。

## 註释
1. ↑  「三冠」指全日（6:00-24:00）、黃金時間（19:00-22:00）、晚間時段（19:00-23:00）三個時段皆獲得收視率第一。

## 外部連結
- 福テレ （页面存档备份，存于） - 官方網站
- 福島電視台【官方】的X（前Twitter）
- 福島電視台活動部的X（前Twitter）
- 福テレ空ネット的X（前Twitter）
- ふくしまを楽しもう（福島電視台）的Instagram帳戶
- 福島電視台的Facebook專頁
- YouTube上的福島電視台官方頻道